# Biskupská mincovna
Biskupská mincovna  je historická barokní budova v Kroměříži v ulici Na Sladovnách č p. 1491 postavená roce 1665 biskupem Karlem II. z Lichtenštejna-Kastelkornu, zrekonstruovaná v roce 1998.

## Historie

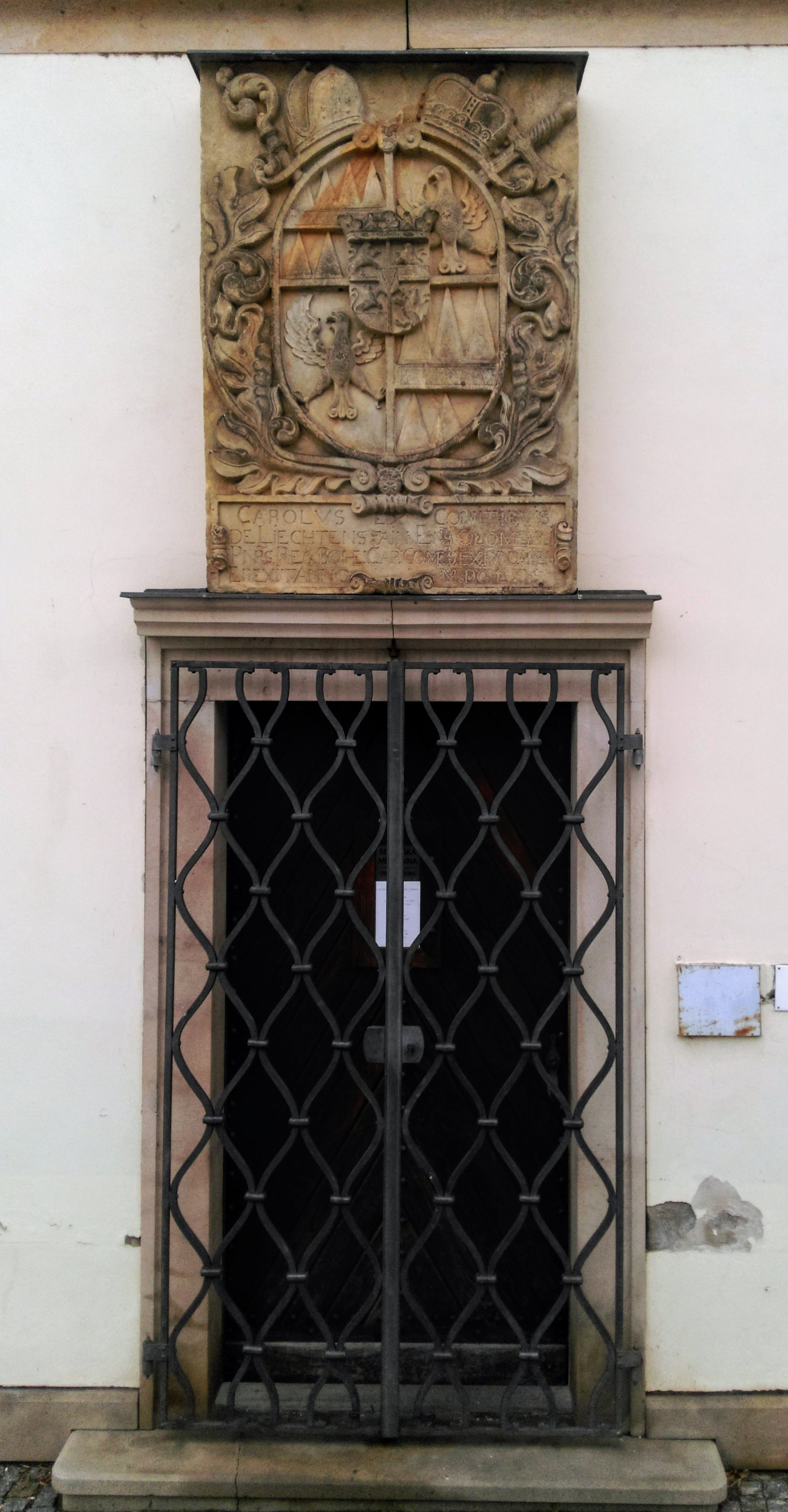
Vchod s biskupským erbem

Právo razit vlastní mince měli olomoučtí biskupové již době raného středověku, ale časem tato výsada zanikla. Středověké právo ražby olomouckých biskupů bylo spjato s moravským hradem Podivín. Svědčí o tom dvě významné listiny vydané římským králem Konrádem III. roku 1144 a českým knížetem, později králem, Vladislavem II. (nedatovaná listina z roku 1146 nebo 1147) biskupu Jindřichu Zdíkovi.
V roce 1608 bylo právo ražby v celé šíři obnoveno na žádost biskupa Františka z Ditrichštejna císařem Rudolfem II. Od roku 1614 biskupská mincovna razila groše, tolary i dukáty. Celkem nechal kardinál Dietrichstein v letech 1608–1636 razit sedmnáct druhů zlatých a stříbrných mincí a šest druhů medailí. V které budově byly mince raženy, není známo, teprve v roce 1665 postavil biskup Karel II. z Lichtenštejna na Sladovnickém předměstí (původně sladovny měšťanských nákladnických domů umístěných vně města kvůli manipulaci s otevřeným ohněm, později sladovna biskupského pivovaru, konkurujícímu pivovaru měšťanskému) za Mlýnskou branou, kde se nacházelo hospodářské zázemí zámku novou mincovnu. Svědčí o tom jeho biskupský erb nad vchodem opatřený nápisem:
CAROLVS EX COMITIBVS 

DE LIECHTENSTEIN EPS OLOM. S. R. I. 

PNPS REG. BOHE: CAP. COMES EX FVNDAMEN 

EREXIT ANNO MDCLXV.

Carolus ex comitibus de Liechtenstein episcopus olomucensis S(anctae) R(omanae) I(mperii) p(ri)n(ce)ps, reg(iae) bohe(miae) cap(eli) comes ex fundamen(tis) erexit Anno MDCLXV

V překladu: 

„Karel hrabě z Liechtenštejna, biskup olomoucký, Svaté římské říše kníže, královské české kaple hrabě, založil a zbudoval roku 1665.“
Již o rok později zde byly raženy první mince. V roce 1668 budova mincovny vyhořela, ale byla urychleně opravena a ještě téhož roku se zde razily zlaté dukáty s portrétem biskupa, stříbrné mince i drobné mince z mědi. V roce 1669 zde byla vyrobena první zlatá medaile. Za biskupa Lichtensteina se celkem razilo devatenáct druhů mincí. Byly tu raženy mince stříbrné i zlaté, také pamětní biskupské medaile. Mince byly platné po celém markrabství moravském, musely však mít váhu i zrno jako mince královské. Portrétní, intronizační, odpustkové a příležitostné medaile se pak razily po celou dobu provozu mincovny. Vysoká řemeslná i výtvarná úroveň ražby byla výsledkem práce mnoha odborníků. Mincovna zaměstnávala taviče, slévače kovů, rytce, raziče (pregéře), zámečníka, řezače mincovních kolků, písaře, mincíře, i laboranta a kontrolora. Vše řídil nejvyšší úředník – mincmistr. Za vlastní provoz mincovny byl odpovědný jeho zástupce - mincovní vardajn (někdy vardín, vardejn nebo gvardejn). Historiograf František Václav Peřinka ve svých Dějinách města Kroměříže zmiňuje dobrodružného vardajna Šimona Ondřeje Sinapiho (jako vardajn užíval mincovní značku SAS – Simon Andreas Sinopi), žijícího v měšťanském domě u radnice. Jeho památka je v Kroměříži znamenána dvěma krásnými barokovými sousošími, zhotovenými francouzsko-švédským sochařem Jeanem Baptistem Dusartem (psáno i Dieussard) v roce 1696, které mu ale objednatel nikdy nezaplatil.
V průběhu doby v Kroměříži vznikly mince různé hodnoty a rozličných druhů. Poslední kroměřížskou mincí byl za biskupa Ferdinanda Julia Troyera v roce 1756 tolar a zcela poslední ražbou byla v roce 1759 intronizační medaile biskupa Leopolda II. Fridricha z Egkhu. Veškeré ražby olomouckých biskupů byly v průběhu doby shromažďovány a staly se součástí sbírky, uložené v Arcibiskupském zámku a obsahující i další vzácné evropské ražby od patnáctého do dvacátého století. Později, v osmnáctém století, bylo zakázáno razit drobné mince a 15. září 1759 císařovna Marie Terezie právo mincovní v Kroměříži zastavila a zařízení mincovny bylo předáno hlavnímu mincovnímu úřadu ve Vídni. Sbírky mincovních ražeb ale zůstaly v Kroměříži zachovány.

## Současnost

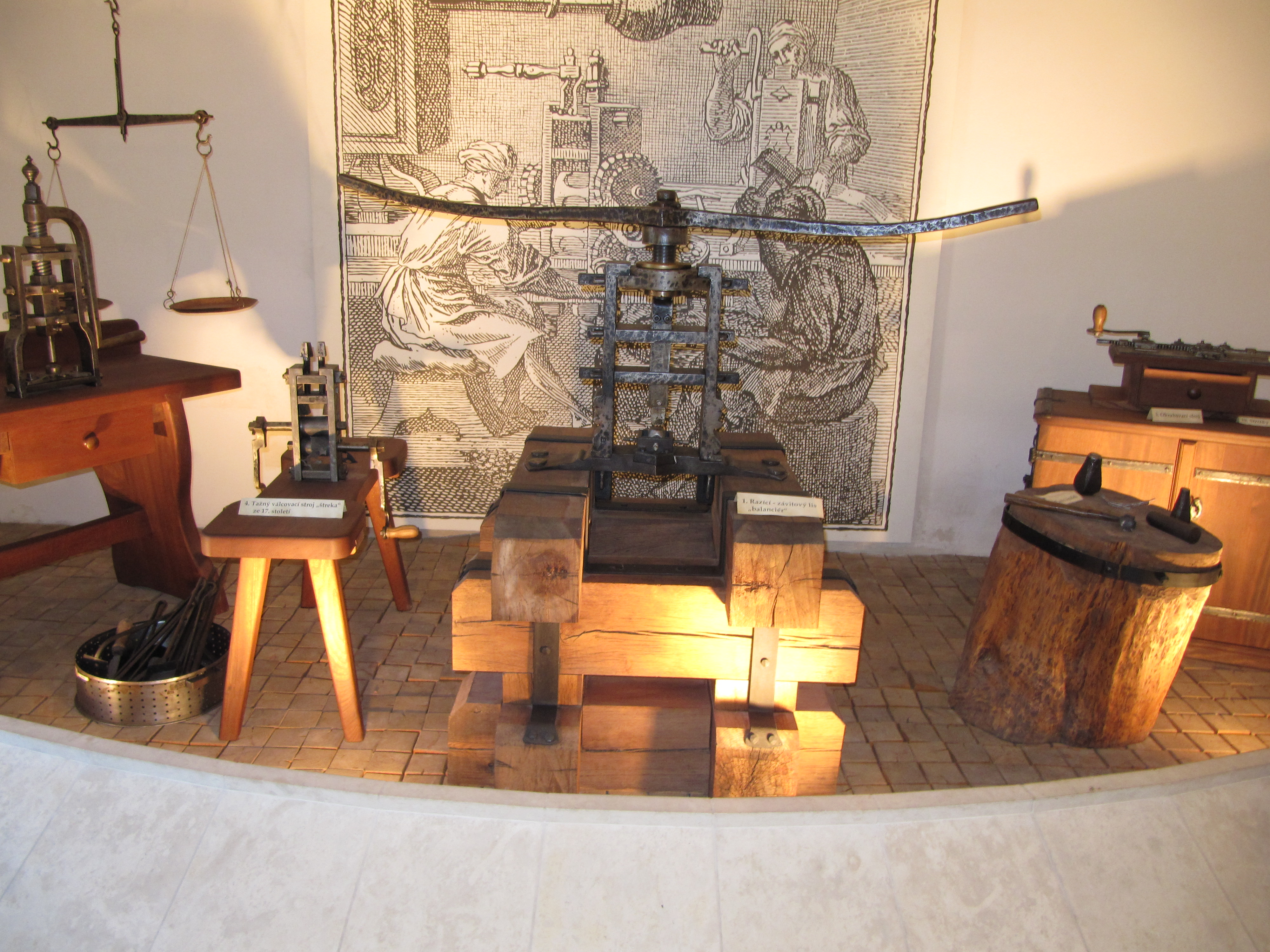
Stálá expozice

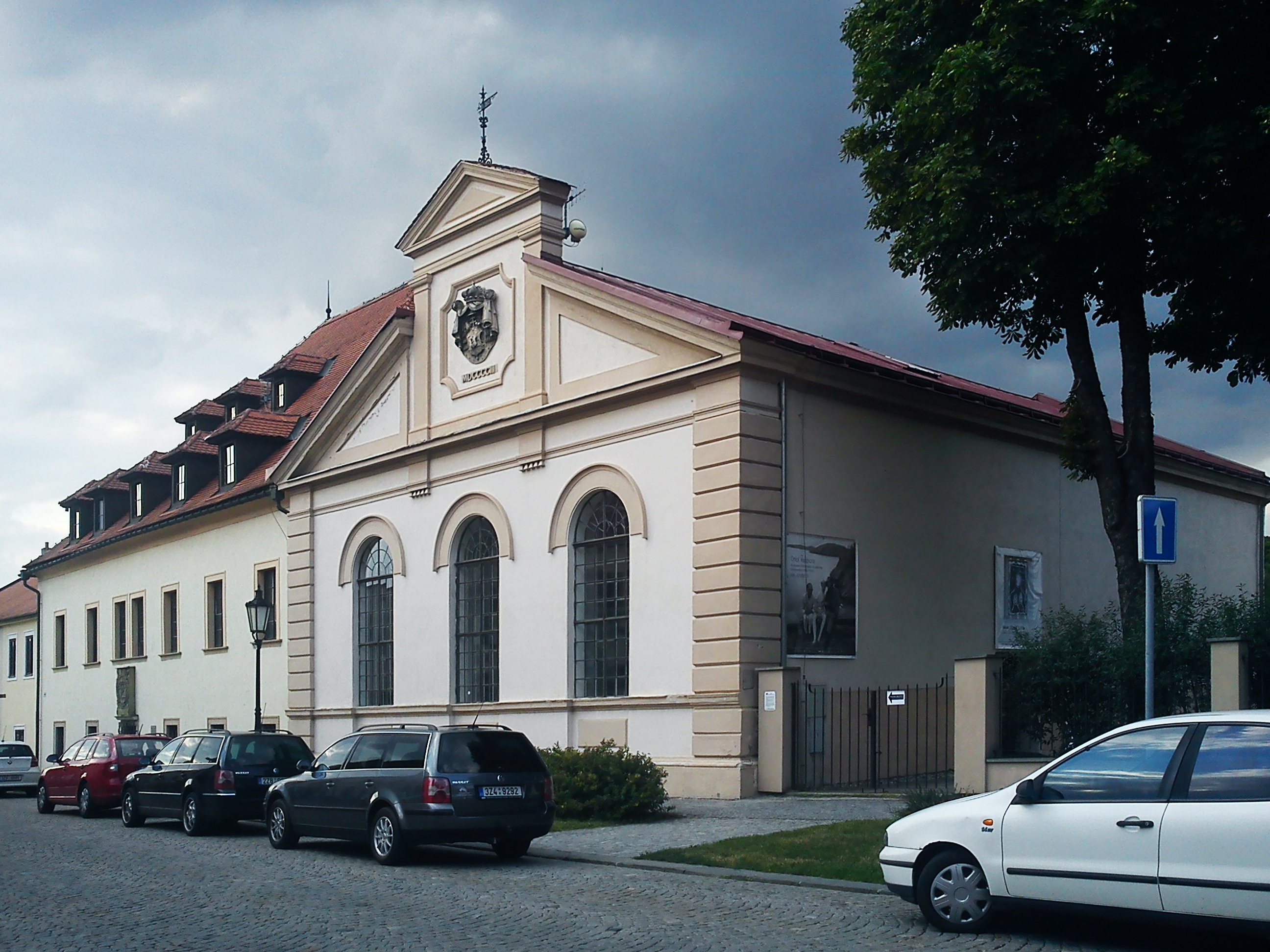
Budova Orlovny

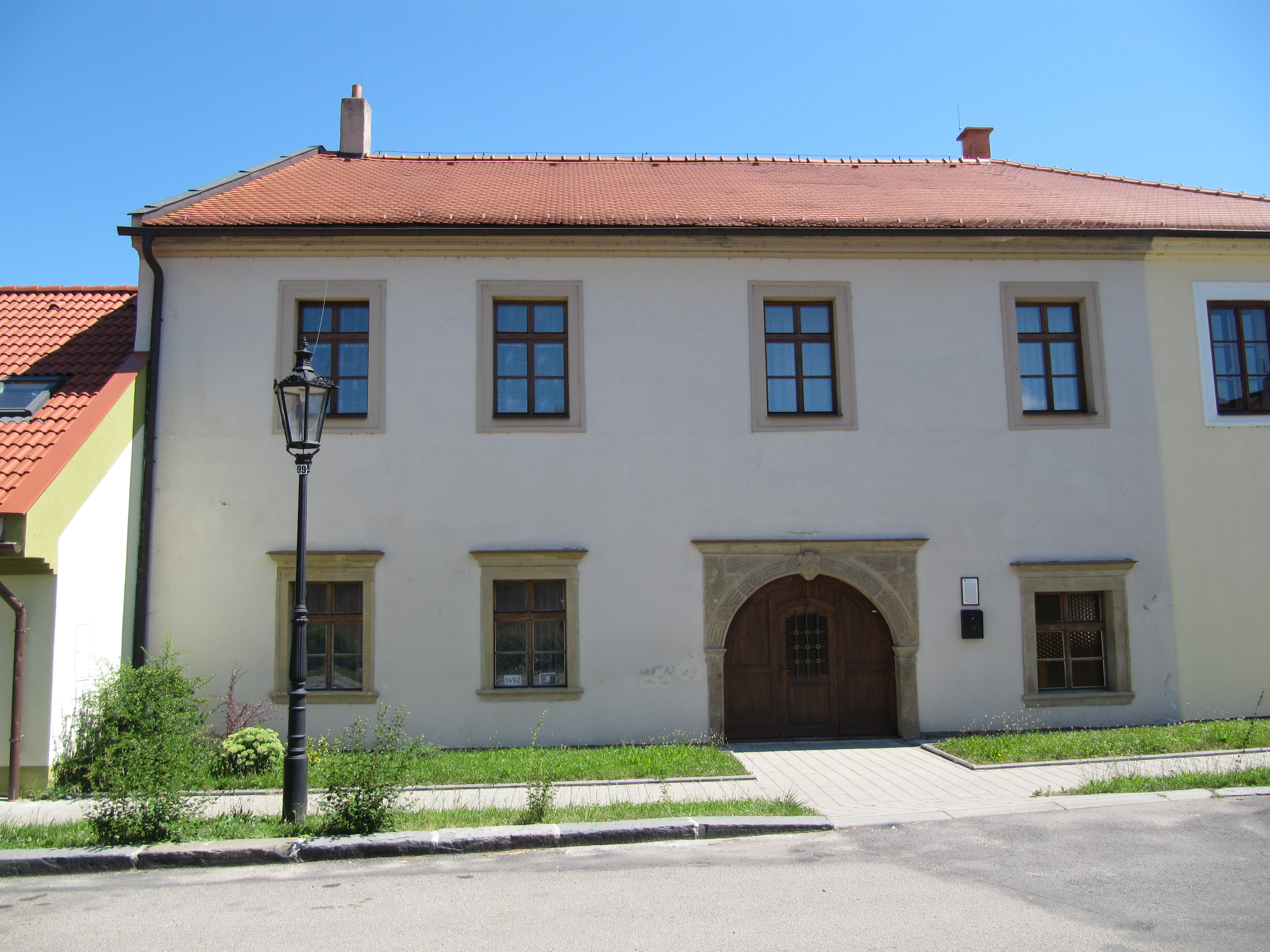
Knížecí dům

Barokní budova mincovny prošla radikální rekonstrukcí v roce 1998, při které zůstal zachován rozvrh přízemí, dispozice v patře byla téměř celá důsledně vybourána a změněna. Průčelí má novou podobu s historizujícími pískovcovými ostěními a zcela nová je strmá valbová střecha. Přízemí biskupské mincovny využívá správa Arcibiskupského zámku pro stálou expozici mincovnictví olomouckých arcibiskupů. Tato numismatická sbírka je nejvýznamnějším souborem svého druhu na našem území a je i zároveň jednou z předních kolekci církevních ražeb na světě. Byla budována od druhé poloviny 17. století a celkový stav fondu dnes představuje více než deset tisíc papežských mincí a medailí, mince církevních rytířských řádů, ražby biskupské i medaile církevní. Je nejúplnějším souborem ražeb nejen olomouckých biskupů, ale i biskupů salcburských a vratislavských. Pro numismatiky má sbírka světový význam. Návštěvníci oceňují především část, představující nástroje používané při výrobě mincí a medailí.
K pravému průčelí mincovny přiléhá budova parní vodárny, kterou nechal postavit v letech 1893–1903 arcibiskup Theodor Kohn na pozemku bývalého biskupského mlýna, který vyhořel v roce 1897. Zachované technické zařízení představuje jedinečnou technickou památku, dokumentující úroveň vodárenské techniky z přelomu 19. a 20. století, je přístupné v rámci společné prohlídky celého objektu. Vodárna byla v provozu až do roku 1963. V té době sloužila již jen k zásobování Podzámecké zahrady užitkovou vodou. V patře nad strojovnou vodárny později vzniklo tělovýchovné zařízení katolické sportovní organizace Orel. V této části objektu, obnovené úsilím občanského sdružení GALERIE ORLOVNA z.s., je od roku 2007 nové zřízena sezónní výstavní síň současného umění.
Zámeckou numismatickou sbírku popularizuje česká numismatická společnost, pobočka Kroměříži, která vydává příležitostné pamětní ražby, jako byla např. pamětní medaile při zápisu zámku a zahrad v Kroměříži na Listinu světového kulturního a přírodního dědictví UNESCO v roce 1998.
V prosinci roku 2015 byla biskupská mincovna spolu se sousedícím Knížecím domem navrácena církvi.